# Хош, Александр Соломонович
Александр Соломонович Хош (род. 1945, Мыски, Кемеровская область) — советский самбист, чемпион СССР и Европы, мастер спорта России международного класса. Выпускник Омского государственного института физической культуры. Тренер-преподаватель по дзюдо комплексной ДЮСШ города Мыски.

## Биография
Тренером А. Хоша был Анатолий Хмелев.

## Спортивные результаты
- Чемпионат СССР по самбо 1969 года — ;
- Чемпионат СССР по самбо 1970 года — ;
- Чемпионат СССР по самбо 1972 года — ;